# Diócesis de Minden
La diócesis de Minden (en latín: Dioecesis Mindensis y en alemán: Bistum Minden) fue una circunscripción eclesiástica de la Iglesia católica en Alemania. Se trataba de una diócesis latina, sufragánea de la arquidiócesis de Colonia. Fue suprimida de hecho en 1648. Además de su función episcopal, los obispos de Minden tenían poder temporal, ya que Minden era un principado eclesiástico dentro del Sacro Imperio Romano Germánico, el principado episcopal de Minden.

## Territorio y organización

Mapa de la diócesis (bordes en rosa) y del principado episcopal (bordes en verde) de Minden

La diócesis extendía su jurisdicción sobre los fieles católicos de rito latino residentes en el extremo norte del actual estado de Renania del Norte-Westfalia. Incluía los antiguos gau sajones de Loingau, Marstemgau, Tilithigau, Bukkigau, Lidbekegowe y Enterigowe. Limitaba al norte con la arquidiócesis de Hamburgo-Bremen y la diócesis de Verden, al este con la diócesis de Hildesheim, al sur con la diócesis de Paderborn y al oeste con la diócesis de Osnabrück.

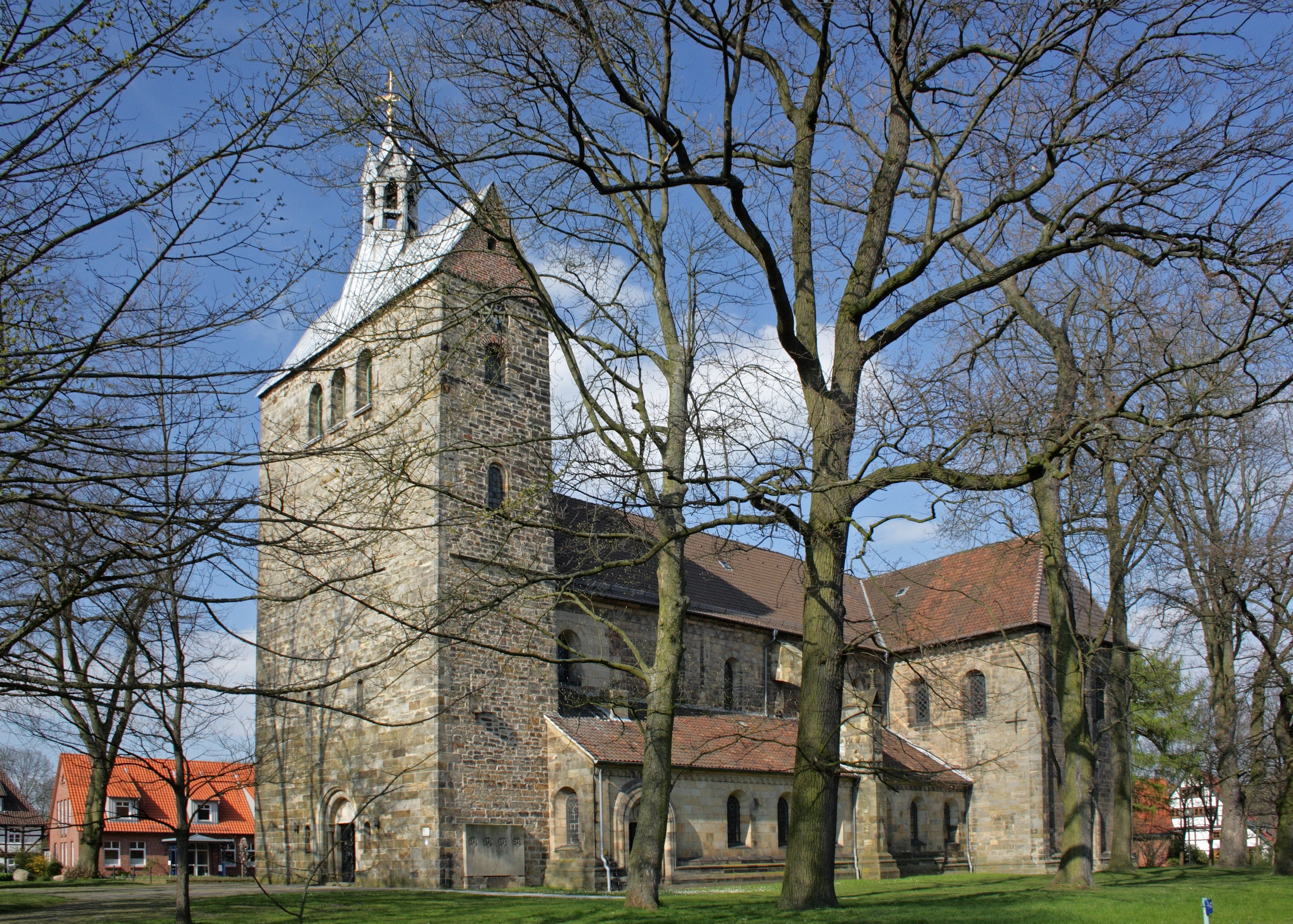
Iglesia de San Cosme y Damián del monasterio de Wunstorf, fundada por el obispo Teoderich en 871

La sede de la diócesis se encontraba en la ciudad de Minden, en donde se halla la Catedral de San Gorgonio y San Pedro Apóstol, que hoy pertenece a la arquidiócesis de Paderborn.

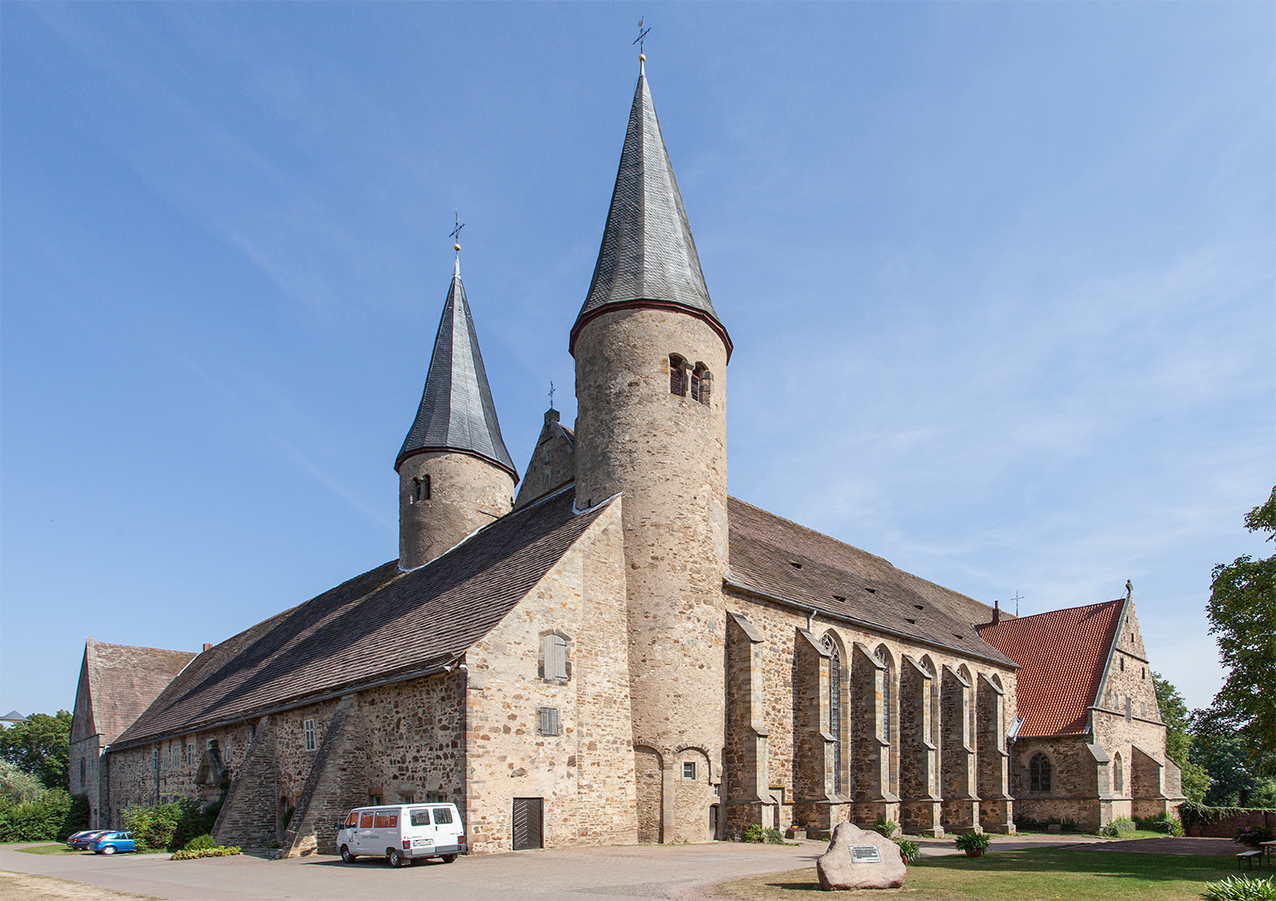
Iglesia del monasterio de Möllenbeck, fundada por el obispo Drogo en 896

La diócesis estaba dividida en 12 arcedianatos: Alden, Mandeslohe, Wunstorp, Pattensen, Apelern, Obernkirchen, Osen, Rehme, Lübbeke, Sulingen, Loo y St. Martin en Minden.

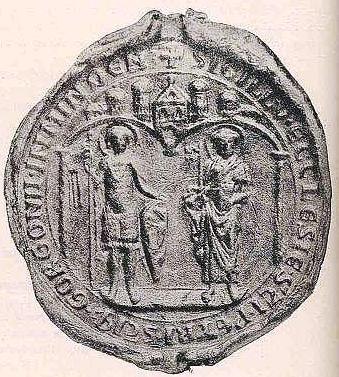
Sello del cabildoo de Minden de 1227

## Historia
La diócesis de Minden fue erigida por Carlomagno en 803 después de su victoria sobre los sajones y al mismo tiempo que se organizaba la Iglesia del territorio sajón. Fue sufragánea de la arquidiócesis de Colonia. El primer obispo fue Erkanbert, un monje de la abadía de Fulda, que ya había trabajado anteriormente como misionero. Los monasterios de Wunstorf y Möllenbeck dieron un gran impulso a la evangelización de la zona de Minden.
En el siglo X, los obispos Landward (958-969) y Milo (969-996) tenían estrechos vínculos con los emperadores otonianos. Esto favoreció la concesión de privilegios e inmunidades a algunas propiedades de los obispos de Minden. A partir de 1180, con la disolución del Ducado de Sajonia, las propiedades sobre las que el obispo ejercía el poder civil, correspondientes aproximadamente a una cuarta parte del territorio diocesano, obtuvieron la inmediación imperial, constituyendo así el principado eclesiástico. A partir de ese momento los obispos se convirtieron en miembros de la Dieta Imperial por derecho.
La Catedral de Minden, dedicada a los Santos Pedro y Gorgonio, fue consagrada en 1071 por el obispo Egilberto. Dietrich Kagelwit, obispo de 1353 a 1361, fue consejero del emperador Carlos IV, quien visitó la ciudad de Minden en noviembre de 1377.
El cabildo catedralicio obtuvo el privilegio de nombrar obispos en el año 961. Su poder creció durante la Baja Edad Media, hasta el punto de competir con los poderes del obispo, quien en un momento determinado tuvo que trasladar su sede habitual al castillo de Petershagen. Durante los siglos XIV y XV la ciudad episcopal estuvo gobernada de hecho por el cabildo catedralicio y por la cada vez más influyente burguesía urbana, lo que hizo de Minden una ciudad de facto libre del poder de los príncipes-obispos.

### Reforma protestante
Durante la Reforma luterana, algunos obispos se unieron a la nueva confesión religiosa, especialmente: Franz von Waldeck, hombre de vida disoluta y seguidor de las nuevas enseñanzas religiosas; Hermann von Schauenburg, bajo cuyo episcopado el protestantismo se extendió ampliamente en la diócesis; y Heinrich Julius von Braunschweig-Lüneburg, quien declaró que la Confesión de Augsburgo era el único credo autorizado en su diócesis. Sin embargo, la mayoría de la población se convirtió a la nueva fe religiosa y la diócesis de facto ya no existía. El capítulo continuó nombrando obispos para el principado-obispado hasta que con la Paz de Westfalia en 1648 este también fue secularizado. El último príncipe-obispo católico fue el cardenal Franz Wilhelm von Wartenberg.
Posteriormente, desde un punto de vista estrictamente eclesiástico, los territorios de la diócesis suprimida pasaron bajo la administración de los vicarios apostólicos de las Misiones del Norte.

## Episcopologio
- Erkanbert † (803-6 de junio de 813 falleció)
- Hardward † (813-16 de septiembre de 853 falleció)
- Theoderich † (853-2 de febrero de 880 falleció)
- Wulfhar † (880-15 de septiembre de 886 falleció)
- Drogo † (886-5 de junio de 902 falleció)
- Adalbert † (902-6 de febrero de 905 falleció)
- Bernhard † (905-6 de septiembre de 914 falleció)
- Lothar † (914-27 de julio de 927 falleció)
- Ebergisl † (927-18 de octubre de 950 falleció)
- Helmward † (950-14 de febrero de 958 falleció)
- Landward † (958-27 de septiembre de 969 falleció)
- Milo † (969-18 de abril de 996 falleció)
- Ramward † (996-8 de octubre de 1002 falleció)
- Dietrich † (1002-19 de febrero de 1022 falleció)
- Siegbert † (1022-10 de octubre de 1036 falleció)
- Bruno von Waldeck † (5 de mayo de 1037-10 de febrero de 1055 falleció)
- Egilbert † (1055-1 de diciembre de 1080 falleció)
  - Volkmar † (1080-29 de agosto de 1096 falleció)
- Reinward † (1080-25 de febrero de 1089 falleció)
- Ulrich † (1089-7 de diciembre de 1097 falleció)
- Widelo † (1097-28 de diciembre de 1119 falleció)
- Sigward † (12 de marzo de 1120-28 de abril de 1140 falleció)
- Heinrich † (1140-julio de 1153 depuesto)
- Werner aus Bückeburg † (julio de 1153-10 de noviembre de 1170 falleció)
- Anno von Landsberg † (1171-15 de febrero de 1185 falleció)
- Thietmar † (15 de agosto de 1185 consagrado-5 de marzo de 1206 falleció)
- Heinrich † (1206-20 de julio de 1209 falleció)
- Konrad von Diepholz † (1209-26 de junio de 1236 falleció)
- Wilhelm von Diepholz † (julio de 1236-13 de mayo de 1242 falleció)
- Johann von Diepholz † (28 de mayo de 1242-13 de enero de 1253 falleció)
- Wedekind von Hoya † (25 de enero de 1253-21 de septiembre de 1261 falleció)
- Kuno von Diepholz † (17 de octubre de 1261-22 de febrero de 1266 falleció)
- Otto aus Stendal, O.P. † (18 de agosto de 1267-17 de noviembre de 1275 falleció)
- Volkwin von Schwalenberg † (diciembre de 1275-5 de mayo de 1293 falleció)
- Konrad von Wardenberg † (junio de 1293-2 de julio de 1295 falleció)
- Ludolf von Rostorf † (5 de octubre de 1295-2 de marzo de 1304 falleció)
- Gottfried von Waldeck † (5 de abril de 1304-14 de mayo de 1324 falleció)
- Ludwig von Braunschweig-Lüneburg † (1324-18 de julio de 1346 falleció)
- Gerhard von Schaumburg † (12 de diciembre de 1347-1 de enero de 1353 falleció)
- Dietrich Kagelwit, O.Cist. † (20 de febrero de 1353-18 de junio de 1361 nombrado arzobispo de Magdeburgo)
- Gerhard von Schaumburg † (8 de enero de 1362-29 de septiembre de 1366 falleció)
- Otto von Wettin † (1366-17 de julio de 1368 falleció)
- Wittekind von Schalksberg † (12 de junio de 1369-3 de agosto de 1383 falleció)
- Otto von Schalksberg † (17 de febrero de 1384-1 de enero de 1398 falleció)
- Marquard von Randeck † (27 de marzo de 1398-10 de diciembre de 1398 nombrado obispo de Constanza)
- Wilhelm von Buchen † (26 de noviembre de 1398-3 de abril de 1402 falleció)
- Otto von Rietberg † (17 de marzo de 1403-antes del 12 de octubre de 1406 falleció)
- Wilbrand von Hallermund † (12 de octubre de 1406-23 de diciembre de 1436 falleció)
- Albrecht von Hoya † (18 de febrero de 1437-25 de abril de 1473 falleció)
- Heinrich von Schauenburg † (30 de julio de 1473-25 de enero de 1508 falleció)
- Franz von Braunschweig-Wolfenbüttel † (14 de julio de 1508-29 de noviembre de 1529 falleció)
- Franz von Waldeck † (18 de enero de 1531-23 de abril de 1553 renunció)
- Julius von Braunschweig-Lüneburg † (1553-1554 renunció)
- Georg von Braunschweig-Lüneburg † (16 de diciembre de 1555-14 de diciembre de 1565 falleció)
  - Sede vacante (1565-1573)
- Hermann von Schauenburg † (29 de mayo de 1573[nota 2]-29 de enero de 1582 renunció)[2]
- Heinrich Julius von Braunschweig-Lüneburg † (7 de julio de 1582-25 de septiembre de 1585 renunció)[2]
- Anton von Schauenburg † (11 de septiembre de 1587-21 de enero de 1599 falleció)
- Christian von Braunschweig-Lüneburg † (21 de enero de 1599 por sucesión-1628 renunció)
- Franz Wilhelm von Wartenberg † (1633-1648 renunció)